# Mariana Drăgescu
Mariana Drăgescu właśc.: Marie Ana Aurelia Drăgescu (ur. 7 września 1912 w Krajowie, zm. 24 marca 2013 w Bukareszcie) – rumuńska pilot wojskowa, jedna z założycielek Białej Eskadry.

## Życiorys
Była córką oficera armii rumuńskiej i nauczycielki muzyki. W 1935 ukończyła naukę w Szkole Pilotażu Mircea Cantacuzino i uzyskała licencję pilota (jako siódma kobieta w historii Rumunii). Pracowała w Aeroklubie Królewskim, w 1938 wraz z grupą kobiet-pilotów wzięła udział w manewrach wojskowych, doskonaląc umiejętności pilotażu. Od 1938 posiadała prywatny samolot Messerschmitt Me 35 B, na którym uczestniczyła w zawodach lotniczych. W 1939 Marina Știrbei złożyła w ministerstwie lotnictwa memorandum, zawierające prośbę o utworzenie eskadry lotniczej złożonej z kobiet, które miały zajmować się transportem rannych (wzorowanej na fińskiej jednostce Lotta Svard). Eskadra powstała 25 czerwca 1940, została wyposażona w polskie samoloty RWD 13S pomalowane na biało z czerwonym krzyżem. Włoski dziennikarz Curzio Malaparte nazwał jednostkę Białą Eskadrą. Mariana Drăgescu służyła w niej jako pilot stażysta, otrzymując uposażenie odpowiadające randze podporucznika lotnictwa. Po przystąpieniu Rumunii do wojny w 1941 eskadra składała się z czterech kobiet (Nadia Russo, Virginia Duțescu, Virginia Thomas i Mariana Drăgescu). Drăgescu latała na samolocie RWD 13S o numerze bocznym 100, uczestnicząc w ewakuacji rannych żołnierzy rumuńskiej 4 Armii, walczącej w okolicach Odessy. Za poświęcenie w służbie została odznaczona Orderem Cnoty Lotniczej z Mieczami.
W 1942 Biała Eskadra została przemianowana na 108 Lekką Eskadrę Transportową (Escadrila 108. transport uşor). W jej składzie Drăgescu zajmowała się ewakuacją rannych w czasie bitwy stalingradzkiej, a także kampanii krymskiej. Za ratowanie życia rannych żołnierzy niemieckich została odznaczona Orderem Zasługi Orła Niemieckiego. W 1944 108 Eskadra została rozwiązania, a Mariana Drăgescu wykonywała loty bojowe jako pilot łącznikowy w ramach 113 Eskadry. Na przełomie 1944/1945 uczestniczyła w działaniach wojennych na Słowacji. Koniec wojny zastał ją w Wiedniu.
Po zakończeniu wojny pracowała jako pilot cywilny na lotnisku w Băneasie, przewożąc osoby chore. W latach 1947-1948 uczestniczyła w zwalczaniu epidemii tyfusu w północnej Rumunii. Początkowo latała jednosilnikowym samolotem Junkers, a od 1948 samolotem Fieseler Fi 156 Storch. Po uzyskaniu licencji instruktora od 1949 zajęła się szkoleniem pilotów w szkole lotniczej Ghimbav. W 1953 władze komunistyczne zabroniły jej latania, przenosząc na stanowisko urzędnicze w Dyrekcji Lotnictwa Cywilnego. Oskarżona o udział w działaniach wojennych przeciwko ZSRR straciła także i tę pracę. W latach 1955-1967 pracowała jako maszynistka w poliklinice w Bukareszcie, po czym przeszła na emeryturę.
Zasługi Mariany Drăgescu doceniono po upadku komunizmu. W 1989 przywrócono je stopień porucznika lotnictwa, a w 2003 została odznaczona Orderem Gwiazdy Rumunii za uratowanie ponad tysiąca rannych żołnierzy w czasie II wojny światowej. Zmarła w 2013 i została pochowana na cmentarzu wojskowym Ghencea.